# Amlin Corporate Insurance
Amlin Corporate Insurance N.V. ist ein niederländischer Spezialversicherer, der bis Juli 2009 als Fortis Corporate Insurance (FCI) nach dem Zusammenbruch der Fortis Gruppe direkt dem niederländischen Staat gehörte. Letzterer verkaufte FCI an den britischen Versicherungskonzern Amlin.
FCI war im Jahre 1999 aus der Fusion der niederländischen AMEV Interlloyd und der belgischen AG Groep hervorgegangen.
Im Rahmen der Finanzkrise war die Fortis Gruppe ab Mitte September 2008 selbst in massive Schwierigkeiten geraten. Am 4. Oktober 2008 wurde der niederländische Teil der Fortis-Gruppe (ABN AMRO, Fortis Bank Nederland Holding NV, Fortis Insurance Netherlands NV) durch die Niederlande für 16,8 Milliarden Euro zu 100 Prozent übernommen.
Amlin Corporate Insurance (ACI) ist ein Sachversicherer für mittelgroße und große Unternehmen, und als Rückversicherer tätig.